# Raimund Sobotka
Raimund Sobotka (* 8. Juni 1933) ist ein österreichischer Sportwissenschaftler und Hochschullehrer.

## Leben
Sobotka besuchte bis 1952 das Gymnasium in der Wiener Rainergasse. Nach der Matura war er zwei Jahre berufstätig und studierte hernach ab 1954 an der Universität Wien Leibesübungen und Geographie für das Lehramt sowie Philosophie und Pädagogik. Seine 1967 an der Universität Wien angenommene Doktorarbeit im Fach Pädagogik trug den Titel Das Prinzip der Natürlichkeit in der Leibeserziehung.
Im Rahmen seiner 1974 abgeschlossenen Habilitation befasste sich Sobotka mit der Thematik Formgesetze der Bewegungen im Sport: Prinzipien, Kriterien und Merkmale der Bewegungsform der Leibesübungen, ihre physiologische und biomechanische Gesetzmäßigkeiten, ihre historische Entwicklung und ihre Bedeutung für die Didaktik.
1975 wurde er an der Universität Wien ordentlicher Professor für Pädagogik der Leibesübungen, einen Ruf auf eine Professorenstelle für Bewegungslehre an die Universität Oldenburg in Deutschland hatte Sobotka zuvor abgelehnt. Er blieb bis 1999 Professor an der Universität Wien. Sein Nachfolger wurde Michael Kolb.
Zwischen 1991 und 1993 war Sobotka stellvertretender Vorsitzender der Österreichischen Sportwissenschaftlichen Gesellschaft.
Zu den Schwerpunkten seiner wissenschaftlichen Arbeit gehörten die Strukturanalyse von Leibesübungen und des Sports, Anthropologie, Gesundheitserziehung, Motorik, Körper- und Bewegungserfahrung, Sportethik, Skispringen sowie Volkstanz. 1983 belegte er bei der Vergabe des Preises der Österreichischen Akademie der Wissenschaften den ersten Platz, 1972 gewann der den zweiten Preis beim Internationalen Carl Diem-Wettbewerb.